# Forkland
Forkland – miasto w Stanach Zjednoczonych, w stanie Alabama, w hrabstwie Greene. W roku 2023 miasto zamieszkiwały 424 osoby, a gęstość zaludnienia wynosiła 47,1 osoby/km².